# Hyperophora branneri
Hyperophora branneri är en insektsart som beskrevs av Rehn, J.A.G. 1917. Hyperophora branneri ingår i släktet Hyperophora och familjen vårtbitare. Inga underarter finns listade i Catalogue of Life.